# Hugues (évêque d'Évreux)
Pour les articles homonymes, voir Hugues.
Hugues (Hugo) est un évêque d'Évreux.

## Biographie
Évêque d'Évreux pendant plus de trente ans, il signe en 1015 une donation faite par le duc Richard II de Normandie à la collégiale de Saint-Quentin. Il confirme en 1038 la charte de fondation de l'abbaye de Bernay. En 1038, il signe une charte de l'archevêque de Rouen Robert le Danois pour Jumièges.
Il assiste Robert, évêque de Coutances au concile de Rouen tenu par l'archevêque Mauger.
Selon le nécrologe d'Évreux, il meurt le 16 avril 1046.